# Parti de la fierté thaïe
Le Parti de la fierté thaïe (en thaï : พรรคภูมิใจไทย, Bhumjaithai, BJT, RTGS: Phak Phumchai Thai, IPA: [pʰák pʰuːm.t͡ɕaj tʰaj]) est un parti politique thaïlandais fondé le 5 novembre 2008.

## Résultats électoraux

### Élections législatives
| Année | Tête de liste         | Voix      | %     | Sièges   | Rang | Statut                           | Gouvernement            |
| ----- | --------------------- | --------- | ----- | -------- | ---- | -------------------------------- | ----------------------- |
| 2011  | Chavarat Charnvirakul | 1 281 652 | 3,83  | 34 / 500 | 3e   | Opposition                       |                         |
| 2019  | Anutin Charnvirakul   | 3 734 459 | 11,13 | 51 / 500 | 5e   | Minorité (coalition)             | Chan-o-cha II           |
| 2023  | Anutin Charnvirakul   | 1 138 202 | 3,03  | 71 / 500 | 3e   | Minorité (coalition) (2023-2025) | Thavisin, P. Shinawatra |
| 2023  | Anutin Charnvirakul   | 1 138 202 | 3,03  | 71 / 500 | 3e   | Opposition (à partir de 2025)    | Thavisin, P. Shinawatra |